# Стехино
Стехино — деревня в Жуковском районе Калужской области России. Входит в состав сельского поселения «Село Высокиничи».

## География
Расположена у берегов реки Ича.
Рядом — Горнево, Тимашово.

## Топоним
Стеха — имя-прозвище в Малороссии, Степан(Степан) или Степаниды (Стефании), также разиня, зевака, ротозей.

## История
В 1627/29 годах пустошь Стехино — вотчина князя Бориса Михайловича Лыкова, князя Григория Борисовича Белоглазова-Лыкова (50 четвертей).
В 1647 году пустошь Стехино полностью отходит к Григорию Борисовичу.
В 1667 князю Ивану Григорьевичу Белоглазову-Лыкову и матери его, княгине Евдокии, дано было имение отца в Оболенском уезде — село Ивановское и сельцо Стехино.
В 1678 году — поместье.
До 1776 входила в Оболенский уезд Московской провинции Московской губернии, после относилась к Тарусскому уезду Калужского наместничества, затем губернии.
В 1891 году входила в Высокочининскую волость Тарусского уезда.
В конце декабря 1941 года 133 стрелковая дивизия овладела направлением Стехино—Уткино.

## Население
| 2002 | 2010 |
| ---- | ---- |
| 0    | ↗3   |